# Давид Елазар
Давид Елазар (хебр. דוד אלעזר; Сарајево, 27. август 1925 — Тел Авив, 15. април 1976) је био начелник Генералштаба Израелских одбрамбених снага од 1972. до 1974. године. Принуђен је на оставку након Јомкипурског рата.

## Рани живот
Давид (Дадо) Елазар је рођен 27. августа 1925. године у Сарајеву, у сефардској породици. Емигрирао је у Палестину 1940. године и касније се борио у многим важним биткама током арапско-израелског рата 1948. године. Након рата је остао у војној служби и учествовао на Синајској кампањи 1956. године.
За време Шестодневног рата 1967. године, био је један од главних заговорника заузимања Голанске висоравни, која је тада била део Сирије.
За начелника Генералштаба Израелских одбрамбених снага је именован 1. јануара 1972. године.

## Начелник Генералштаба
На почетку његове каријере на месту начелника Генералштаба, имао је великих проблема са терористичким групама, укључујући Минхенски масакр. Наредио је обарање либијског путничког авиона изнад Синајског полуострва, који није одговарао и због чега се претпоставило да је под контролом терориста.
Под његовим заповедништвом, вођен је Јомкипурски рат. Израелске снаге нису биле спремне за рат, између осталог и због тога што је министар одбране Моше Дајан одбио да одобри генералу Елазару мобилизацију резервног састава и предлог да се крене у превентивне ваздушне ударе.
Смењен је са дужности 1974. године, а његов рад је био предмет истраге која је закључила да су лоши резултати у Јомкипурском рату његова кривица.

## Смрт
Елазар је умро 15. априла 1976. године од срчаног удара. Сахрањен је на гори Херцл у Јерусалиму.
Остао је упамћен под надимком Дадо. Кривица за ратне неуспехе који су му приписани од комисије, никада у јавности није прихваћена, а опште је мишљење да је био способан војсковођа.